# Фосфофруктокиназа
Фосфофруктокиназа (англ. Phosphofructokinase, PFK) — фермент-киназа, отвечающий за фосфорилирование фруктозо-6-фосфата в процессе гликолиза.
Фосфофруктокиназы катализируют перенос фосфатной группы от АТФ к фруктозо-6-фосфату, что является одним из ключевых элементов гликолиза.
Дефицит фосфофруктокиназы ведет к гликогенозу VII типа (болезнь Таруи) — аутосомно-рецессивному заболеванию, симптомы которого включают тошноту, рвоту, мышечные спазмы и миоглобинурию при мышечных нагрузках. Для борьбы с симптомами больным приходится регулировать свою физическую активность.

## Регуляция
Существует два типа фосфофруктокиназ:
| Тип                 | Синонимы                             | Шифр КФ      | Субстрат          | Продукт                | Фосфатаза                                     | Гены субъединиц                |
| ------------------- | ------------------------------------ | ------------ | ----------------- | ---------------------- | --------------------------------------------- | ------------------------------ |
| Фосфофруктокиназа-1 | 6-фосфофруктокиназа фосфогексокиназа | КФ 2.7.1.11  | Фруктозо-6-фосфат | Фруктозо-1,6-бисфосфат | Фруктозо-1,6-бисфосфатаза                     | PFKL, PFKM, PFKP               |
| Фосфофруктокиназа-2 | 6-фосфофрукто-2-киназа               | КФ 2.7.1.105 | Фруктозо-6-фосфат | Фруктозо-2,6-бисфосфат | Фосфофруктокиназа-2/Фруктозо-2,6-бисфосфатаза | PFKFB1, PFKFB2, PFKFB3, PFKFB4 |

Фосфофруктокиназы и соответствующие им фосфатазы играют важную роль в процессах гликолиза и глюконеогенеза.
Фосфофруктокиназа-1 и фруктозо-1,6-бисфосфатаза взаимно регулируются — при избыточном образовании АТФ в клетке, АТФ начинает ингибировать фосфофруктокиназу-1, что стимулирует глюконеогенез. При превышении расхода АТФ над синтезом повышается концентрация АДФ и АМФ, которые снимают ингибирование фосфофруктокиназы-1 аденозинтрифосфатом; высокая концентрация АМФ также приводит к ингибированию фруктозо-1,6-бисфосфатазы, что стимулирует гликолиз. Аллостерическим регулятором фосфофруктокиназы-1 является цитрат — он усиливает ингибирующее действие АТФ. Кроме того, важным регулятором является фруктозо-2,6-бисфосфат, который активирует фосфофруктокиназу-1 и стимулирует гликолиз в печени, а также ингибирует фруктозо-1,6-бисфосфатазу, снижая её аффинность к субтрату.
Фосфофруктокиназа-2 — бифункциональный белок, который обладает активностью как киназы, так и фосфатазы. Соотношение между этими активностями в печени регулируется глюкагоном и инсулином: глюкагон ингибирует гликолиз и стимулирует глюконеогенез, инсулин оказывает обратное действие.